# ファイン (企業)
株式会社ファインは、大阪府大阪市東淀川区に本社を置く健康食品、サプリメントの製造、加工メーカーである。

## 概要
健康食品、サプリメント、化粧品等の原料の研究・開発・製造から、製剤・包装・パッケージング等の製造加工を行っている。機能性表示食品の開発も手掛けている。自社ブランド商品の販売と並行して、子会社バイオフーズを通じて、他社からのOEM製造を請負っている。兵庫県上郡町とたつの市に3工場、大阪大学産業科学研究所内にバイオサイエンス研究所を持っている。

### 製造加工
- 兵庫県上郡町の「テクノ工場」では、医薬部外品（許可番号：27D0X00232）[* 1]と医薬品（許可番号：28AZ200051）の製造許可を取得している。
- 工場の月間製造能力として、打錠機200t、軟カプセル充填5000万カプセル、錠剤充填150万袋等（同社サイトによる）。
- 2011年（平成23年）10月より、ハノイにベトナム工場兼事業所を設立した。

### 研究開発
- 大阪大学産業科学研究所の産学協同事業として、大学内に研究所を設置し、2名の研究員が常駐し、研究開発を行っている[3]。
- 2009年（平成21年）に発表された研究では、サケの白子を原料とし、特殊加工で紫外線吸収力を高める。従来の製品と同等の効果が観察され、人工的化合物を使用しないことによって、アレルギー反応などのリスクを低減することができるとしている[4]。
- 本来DNAが吸収する紫外線帯域（UVC）は、皮膚がんや日焼けの原因とされる帯域（UVA, UVB）とは異なり、実用性が薄い。これに一定の紫外線を照射し、UVA～UVCの全帯域を吸収するようにした「DNAナノバリア」を生成、他の素材と混合してその素材に紫外線吸収機能を付加する[5]。
- 同研究成果は、株式会社ファインを出願人として特許出願されている（特開2009-275205 『核酸を用いた紫外線吸収剤』）[6]。なお、先行研究として、金を含む金属イオンを用いて核酸金属複合体を生成する方法も取り組まれた（特開2008-133402 同名出願）[6]。

### その他
- アメリカ食品医薬品局（FDA）は、2010年（平成22年）11月30日、同社の米国法人 FINE USA Trading が販売する納豆キナーゼ等の健康食品類について、ウェブサイト上で医薬品的な効能を謳っているように表記されているとする注意喚起を行った[7]。

## 沿革
- 1974年（昭和49年）6月 - ダッシュドロップを企業化。
- 1983年（昭和58年）4月 - 株式会社ファイン化学研究所を設立。
- 1985年（昭和60年）9月 - 株式会社バイオフーズインターナショナルを設立。
- 2002年（平成14年）4月 - 株式会社ファインに社名を変更。
- 2006年（平成18年）3月 - 香港華銀貿易有限公司(Hong Kong FINE Trading Co., Ltd.)を香港に設立。
- 2007年（平成19年）6月 - 化粧品製造販売業ナノファインを設立。
- 2008年（平成20年）1月 - 富正集団有限公司(Fine Group Limited)を香港に設立。
- 2008年（平成20年）4月 - FINE USA TRADING, INCをアメリカに設立。
- 2008年（平成20年）8月 - Japan Fine Health Care Co., Ltdを韓国に設立。
- - 後に閉鎖
- 2010年（平成22年）5月 - FINE Chinaを北京に設立。
- 2011年（平成23年）5月 - ベトナムのハノイに工場兼事業所を設立。
- 2011年（平成23年）12月 - フィリピンのケソンシティに代理店を設立。
- 2012年（平成24年）1月 - モンゴルのウランバートルに代理店を設立。
- 2012年（平成24年）6月 - 大阪市北区の富国生命ビルに、「ファイン・モニタリングサロン」開設。
- - 後に閉鎖
- 2019年（平成31年）1月 - オール薬品工業株式会社を子会社化

## 関連会社
株式会社バイオフーズインターナショナル
- 企業を対象に、健康食品、食品、化粧品、医薬部外品等の、OEM製造を受注する。

株式会社ナノファイン
- 2007年（平成19年）6月設立。皮膚に浸透するナノカプセルを使った化粧品の開発、化粧品の通販サイト"Nano Fine ナノファイン"を運営。通信販売型の会員システムを持っている。

FINE USA Trading, INC.
- 米カリフォルニア州トーランスに拠点を置き、主に北米・南米向けに健康食品の販売を行う。

※ この他、香港、北京に現地法人拠点を持つ。

## 支店・営業所・工場
- 東日本営業東京支店（東京都中央区）
- 西日本営業九州（福岡県福岡市）
- 広島出張所（広島県東広島）
- 上郡工場（兵庫県上郡町）
- 上郡テクノ工場（兵庫県上郡町）
- HAMTC工場（兵庫県たつの市）
- 本社研究所（大阪府大阪市）
- ベトナム工場（ベトナムハノイ）